# أتلتيكو دي كولياه
أتلتيكو دي كولياه (Athlético de Coléah) هو نادٍ غيني لكرة القدم من كوناكري، يلعب في الدوري الدرجة الممتاز. يعد النادي عضوا في بطولة غينيا الوطنية، أفضل دوري كرة قدم محترف في غينيا. يلعب النادي مبارياته في ملعب 28 سبتمبر الذي يتسع لـ 35 ألف متفرج.